# Phyllophora heurnii
Phyllophora heurnii är en insektsart som beskrevs av Heinrich Hugo Karny 1924. Phyllophora heurnii ingår i släktet Phyllophora och familjen vårtbitare. Inga underarter finns listade i Catalogue of Life.